# عبیدالله بارکزی
عبیدالله خان بارکزی (زاده سال ۱۳۳۸ در ولسوالی چوره ولایت اروزگان - درگذشتهٔ: ۳ حمل (فروردین) ۱۳۹۸ قندهار) سیاستمدار و نماینده مردم ولایت اروزگان در دوره شانزدهم پارلمان افغانستان بود عبیدالله بارکزی در ۳ حمل فروردین ۱۳۹۸ به ضرب گلوله در قندهار کشته شد.

## زندگی‌نامه
عبیدالله خان بارکزی متولد ۱۳۳۸ از ولسوالی چوره ولایت اروزگان بود. وی تحصیلات ابتدایی خود را در زادگاهش ادامه داد و بعدها توانست از دانشگاه خصوصی باختر در رشته حقوق و علوم سیاسی فارغ‌التحصیل شود. بارکزی در سال ۱۳۶۱ وارد حزب اسلامی گلبدین حکمتیار شد. وی در سال ۱۳۹۷ خود را از طرف مردم کابل برای انتخابات مجلس افغانستان کاندید کرده بود اما نام وی در میان فهرست برندگان دوره ابتدایی حضور نداشت.

## ترور
عبیدالله‌خان بارکزی در ۳ حمل/فروردین ۱۳۹۸ حدود حوالی ساعت ۳ بعد از ظهر توسط افراد ناشناس و با ضرب گلوله در قندهار کشته شد.

## دیگر فعالیت‌ها
- قوماندان باغ فرقه
- قوماندان کمربند امنیتی میدان هوایی قندهار (۱۳۸۰)
- ولسوال ولسوالی خاص ولایت ارزگان (۱۳۸۵)
- ولسوال چوره ولایت اروزگان (۱۳۸۶)
- رئیس امور اقوام و قبایل ولایت ارزگان